# 卡普庫

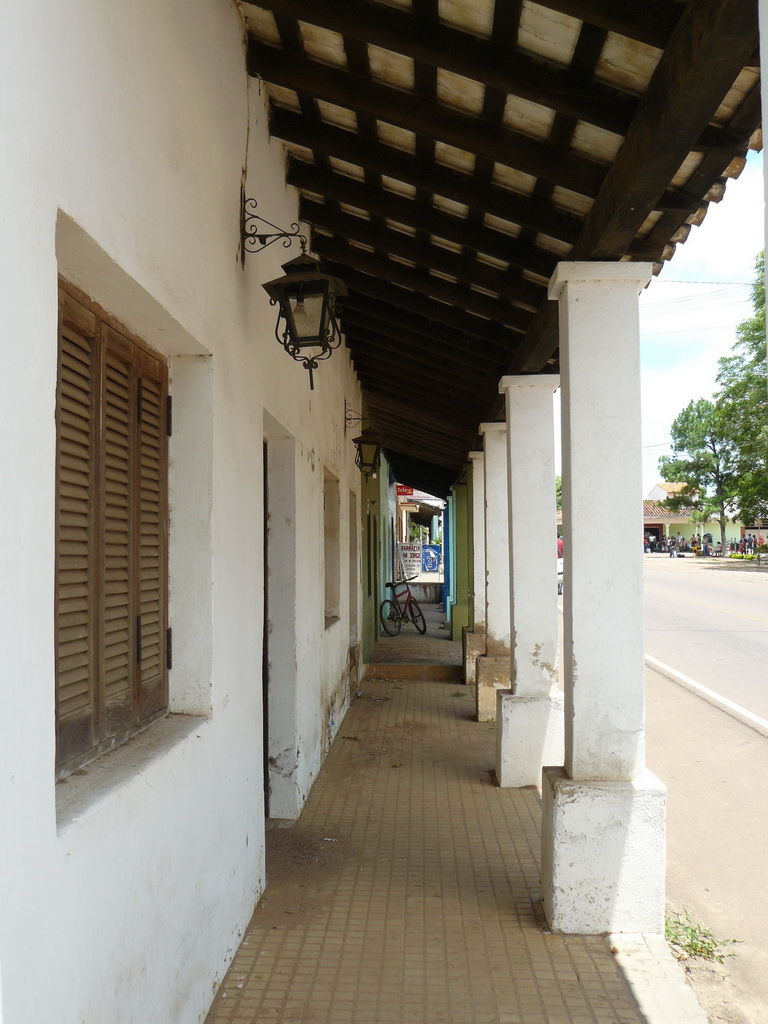

卡普庫（西班牙語：Caapucú），是巴拉圭的城鎮，位於該國西南部，由巴拉瓜里省負責管轄，距離亞松森141公里，始建於1787年，面積2,294平方公里，2002年人口7,822，人口密度每平方公里3.41人。